# Belgijci
Belgijci so multietnični narod, ki živi na področju Belgije.
Sestavljata ga dve etnični skupini: Valonci (na jugu, ki govorijo francosko) in Flamci (na severu, ki govorijo nizozemsko narečje).